# لیف چورنی
لیف چورنی (روسی: Лев Чёрный؛ IPA: [ˈlʲef ˈt͡ɕɵrnɨj] ()؛ زمان تولد نامعلوم – زمان درگذشت: ۲۱ سپتامبر ۱۹۲۱) یک تئوریسین آنارشیسم، سیاست‌مدار، شاعر، و روزنامه‌نگار اهل روسیه بود.